# Stefan Zweig - Adeus, Europa
Vor der Morgenröte (bra/prt: Stefan Zweig - Adeus, Europa) é um filme franco-teuto-austríaco de 2016, do gênero drama biográfico, dirigido por Maria Schrader com roteiro de Jan Schomburg baseado na vida do autor austríaco Stefan Zweig.
Foi selecionado como representante da Áustria ao Oscar de melhor filme estrangeiro em 2017.

## Elenco
- Josef Hader - Stefan Zweig
- Aenne Schwarz - Lotte Zweig
- Barbara Sukowa - Friderike Zweig
- Tómas Lemarquis - Lefèvre
- Lenn Kudrjawizki - Samuel Malamud
- Charly Hübner - Emil Ludwig
- Nahuel Pérez Biscayart - Vitor D'Almeida
- Harvey Friedman - Friedman
- Valerie Pachner - Alix Störk
- Matthias Brandt - Ernst Feder
- Ivan Shvedoff - Halpern Leivick